# Chlorobistus fulvipennis
Chlorobistus fulvipennis är en insektsart som först beskrevs av Ludwig Redtenbacher 1906.  Chlorobistus fulvipennis ingår i släktet Chlorobistus och familjen Aschiphasmatidae. Inga underarter finns listade i Catalogue of Life.